# I'm a victim of this song
 (19 mai 2017).
- Si vous ne connaissez pas le sujet, laissez ce bandeau (vous pouvez alors contacter les auteurs).
- Si vous supprimez le contenu mis en cause (vous pouvez préalablement contacter les auteurs),

argumentez précisément cette suppression dans la page de discussion
(un manque de référence n'est pas un argument ; une recherche réelle de référence doit avoir été effectuée, être formellement documentée).
I'm a victim of this song est une vidéo, réalisée en 1995 en Suisse par Pipilotti Rist. Elle a été tournée en couleurs et dure 5 minutes 6 secondes sans aucun dialogue.

## Analyse de la vidéo
La vidéo projette un restaurant où tout se déroule au ralenti, mais par moments on voit aussi apparaître des photographies en noir blanc avec comme arrière-plan, des nuages qui défilent en accéléré. Les séquences se succèdent de manière peu dynamique. La caméra flotte dans l’environnement qui l’entoure ; on vit l’impression que la scène est captée par une caméra amateur. La bande son qui accompagne la vidéo est une reprise de Wicked Game de l’auteur Chris Isaak. La version originale est chantée par une voix masculine,  celle de la vidéo est interprétée par Pipilotti elle-même. Par moments on peut entendre une version criée de paroles qui s’oppose à la voix principale, très douce. Le thème de cette chanson décrit un amour passé (ou impossible). Cette opposition entre les deux voix peut sous-entendre une situation douloureuse. L’éclairage est naturel. Le montage est travaillé sans excès. Tout d’abord les scènes alternent entre le restaurant et les photos. Sur celles-ci est appliquée un filtre de chrominance qui laisse apparaître les nuages défilant. On peut penser que les trous qui apparaissent sur ces photos symbolisent des souvenirs incomplets. Le restaurant quant à lui  devient un lieu de rendez-vous, de fêtes, de mariages, … Le spectateur n’est pas dirigé vers une seule voie ; chacun peut se créer sa propre histoire. On observe une opposition entre la scène du restaurant qui est au ralenti alors que le ciel passe en accéléré. I’m a victim of this song est influencée par les mouvements de son époque. On ne peut passer à côté du surréalisme. En effet, à tout moment dans cette vidéo le spectateur est plongé dans le rêve, les souvenirs, l’inconscient. L'art conceptuel demeure aussi présent. On ne remarque pas d'efforts particuliers pour le décor. À l’exception des photos floues et transparentes on ne ressent pas d'améliorations importantes sur la post-production.

## Perception du temps à travers cette vidéo
Le spectateur est plongé dans le temps onirique. En effet tout ce qui l’entoure dans cette vidéo rappelle le rêve ou de vagues souvenirs lointains. Le temps apparaît à travers le sujet/les images mais aussi à travers les effets choisis par PPR. Tout d’abord les photos qui représentent le temps passé. Ces dernières sont un peu transparentes comme pour marquer un temps éloigné dont on ne se rappelle que quelques vastes souvenirs. En arrière plan de ces photos on voit le ciel qui défile en accéléré. Cela nous rapproche du temps qui passe rapidement. Ces deux thèmes ne sont donc pas choisis par hasard, ils se complètent. D’un point de vue technique, la scène du restaurant se déroule au ralenti. On peut penser alors à une personne qui est plongée dans ses pensées sur une époque passée. On est plongé dans une bulle atemporelle.